# Nancy Álvarez
Nancy Judith Álvarez (Buenos Aires, 3 de junho de 1976) é uma triatleta profissional argentina.
Nancy Álvarez representou seu país nas Olimpíadas de 2004, ficando em 43º.